# Eulimnichus sordidus
Eulimnichus sordidus är en skalbaggsart som beskrevs av Sharp 1902. Eulimnichus sordidus ingår i släktet Eulimnichus och familjen lerstrandbaggar. Inga underarter finns listade i Catalogue of Life.